# تاکاشی هیرایاسو
تاکاشی هیرایاسو (انگلیسی: Takashi Hirayasu؛ زادهٔ ۵ ژانویهٔ ۱۹۵۲) خواننده اهل ژاپن است.